# Памятник Загиру Исмагилову
Памятник Загиру Исмагилову установлен в Уфе в Кировском районе города.

## История
Памятник композитору Загиру Гариповичу Исмагилову установлен на улице Ленина в Театральном сквере рядом с Башкирским государственным театром оперы и балета напротив названной в его честь Уфимской государственной академии искусств. К 40-летию Академии, основателем и первым ректором которой он являлся в течение 20 лет, и было приурочено открытие памятника.
Это — первый в Башкортостане памятник Загиру Исмагилову. Автором памятника выступил Ханиф Мирзагитович Хабибрахманов — лауреат Государственной республиканской премии имени Салавата Юлаева, заслуженный художник Башкортостана. По словам автора, ему не довелось встретиться с композитором в жизни, поэтому во время работы над памятником он пользовался фото- и видеоматериалом. Архитектор памятника — Сергей Анатольевич Голдобин, лауреат премии имени Салавата Юлаева.
Загир Исмагилов изображён сидящим на стуле в момент творческого вдохновения с тростниковым кураем в руке. Памятник выполнен из бронзы. Вокруг памятника установлена ограда. Надпись на постаменте на русском и башкирском языках гласит:
Выдающийся башкирский композитор Загир Исмагилов
Торжественное открытие памятника состоялось 18 октября 2008 г. В церемонии открытия участвовали президент Башкортостана Муртаза Рахимов, председатель Курултая Башкортостана Константин Толкачёв и другие официальные лица. По окончании церемонии к памятнику были возложены цветы.